# 康妮·哈曼
康妮·哈曼（丹麥語：Conny Hamann，1969年9月16日—），丹麦前女子手球运动员。她曾代表丹麦国家队参加1996年夏季奥林匹克运动会手球比赛，结果队伍获得一枚金牌。